# Sida repens
Sida repens là một loài thực vật có hoa trong họ Cẩm quỳ. Loài này được Dombey ex Cav. miêu tả khoa học đầu tiên năm 1785.